# Itziar Lozano
Itziar Lozano Urbieta (Getxo, 1941 - Cidade de México, 24 de setembro de 2007) foi uma psicóloga espanhola-mexicana, especialista em temas de subjectividade feminina, direitos sexuais e reprodutivos e cidadania das mulheres.

## Publicações
- Feminismo y movimiento popular en América Latina (1986) —editora—
- Feminismo y movimiento popular: ¿desencuentro o relación histórica? (1987) —co-autora—
- Haciendo Roncha : las mujeres y la constitución de grupos (1990)
- Mujeres y desarrollo: estrategias y proyectos (1991) —co-autora—
- Gender relations analysis: a guide for trainers (1995) —co-autora—
- Utopía y lucha feminista en América Latina y el Caribe: reflexiones sobre las perspectivas de los movimientos de mujeres (1998) —co-autora—
- Ni guerra ni paz : desarrollo en el refugio Esperanza y desafíos de la cooperación con el Sahara (2002) —co-autora—